# 东省特别区行政长官
东省特别区行政长官，东省特别区最高行政长官。1922年张作霖划中东路沿线为特别区域，以朱庆澜为首任行政长官，所有区内军警、外交、行政、司法各机关统归管辖。下设滨江警察厅、路警处、警察总管理处，以及吉、黑两省铁路交涉局等，行政长官公署内设十处，分掌职事。1924年，区行政长官改由大总统任命。其职权为：处理区内行政事务，发布单行章程，监督、奖惩、任免区内官吏，遇非常事变，得咨请邻近军队长宫，会同处理。